# Gehyra borroloola
Gehyra borroloola (борролулська дтелла) — вид геконоподібних ящірок родини геконових (Gekkonidae). Ендемік Австралії.

## Поширення і екологія
Борролулські дтелли мешкають на південно-західному узбережжі затоки Карпентарія, від Борролули до північно-західного Квінсленда. Вони живуть серед кам'янистих пагорбів і скелястих уступів, в лісах та на луках.